# Физическая реабилитация

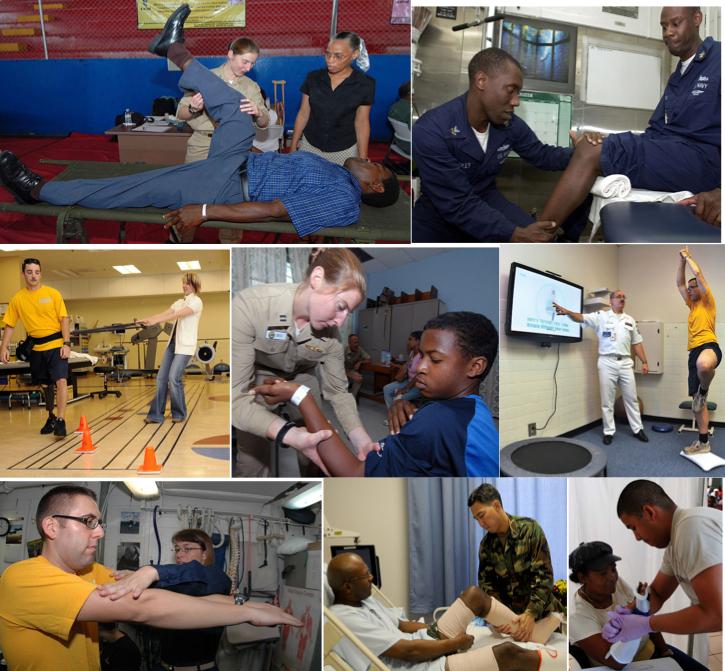
Физическая реабилитация

Физическая реабилитация — это использование с лечебной и профилактической целью физических упражнений и природных факторов в комплексном процессе восстановления здоровья, физического состояния и трудоспособности больных и инвалидов. Она является неотъемлемой составляющей частью медицинской реабилитации и применяется во все её периоды и этапы. Физическую реабилитацию применяют в социальной и профессиональной реабилитации. Её средствами являются: лечебная физическая культура, лечебный массаж, физиотерапия, механотерапия, трудотерапия. Назначение средств физической реабилитации, последовательность применения её форм и методов определяются характером течения заболевания, общим состоянием больного, периодом и этапом реабилитации, двигательным режимом.

## Задачи, цель и принципы реабилитации
Главными задачами реабилитации являются:
1. функциональное восстановление (полное или компенсация при недостаточном или отсутствии восстановления);
2. приспособление к повседневной жизни и труду;
3. привлечение в трудовой процесс;
4. диспансерный надзор за пациентами.

Основная цель физической реабилитации — адаптация к работе на предыдущем месте труда или реадаптация, то есть работа с меньшими нервно-психическими и физическими нагрузками.
Реабилитация будет малоэффективной, если не соблюдать её основополагающие принципы:
1. Раннее начало реабилитационных мероприятий.
2. Непрерывность реабилитации.
3. Комплексность реабилитации.
4. Индивидуальность реабилитации.
5. Необходимость реабилитации в коллективе.
6. Возвращение пациента к активному труду.

## Клиническая деятельность
Физические реабилитологи имеют соответствующую квалификацию для выполнения таких профессиональных обязанностей:
- Проведение комплексного обследования (оценка определения потребностей отдельного пациента / клиента или потребностей группы клиентов
- Установление реабилитационного диагноза, определения прогнозов и плана мероприятий
- Предоставление консультации в рамках своей компетенции и определения того, когда пациентам / клиентам следует обратиться к другим медицинским специалистам
- Внедрение программы вмешательства / лечения, составленной физическим реабилитологом
- Определение ожидаемых результатов любого вмешательства / лечения
- Предоставление рекомендаций для самостоятельного функционирования

Основательные знания физических реабилитологов о теле, потребности и возможности его двигательного аппарата имеют ключевое значение для осуществления диагностики и вмешательства. Практические меры будут отличаться в зависимости от того, с какой целью будут применяться методы физической реабилитации для пропаганды здорового образа жизни, профилактики, лечения / вмешательства или реабилитации.

## Толкование основных терминов области физической реабилитации
Среди наиболее распространённых неточностей и ошибок встречаются следующие:
1. Часто путают, произвольно подменяют или противопоставляют термины лечение и физическая реабилитация.
2. Специалист физической реабилитации — это массажист с высшим образованием.
3. Специалист физической реабилитации — это инструктор ЛФК с высшим образованием.
4. Сфера физреабилитационной деятельности принципиально отличается от физического воспитания.
5. Физическая реабилитация — является составной частью физической культуры.

Термины физическая терапия и физиотерапия в англоязычных литературных источниках являются синонимами. Своё эксклюзивное право на эти названия провозглашает Мировая конфедерация физической терапии (en:World Confederation for Physical Therapy — WCPT). Мировая конфедерация физической терапии признаёт, что название профессии и термины, употребляемые для описания профессиональной деятельности в более 100 странах-членах Конфедерации отличаются и, в основном, зависят от исторических особенностей развития профессии. Наиболее распространёнными терминами являются физическая терапия или физиотерапия и физический терапевт или физиотерапевт. Конфедерация считает понимание двигательной деятельности человека основой знаний и умений физических терапевтов и провозглашает это утверждение базой для возможных редакций описания физической терапии.
Существует соответствие между национальным толкованием термина физическая реабилитация и интернациональным толкованием термина физическая терапия (англ.  physical therapy). Эти термины имеют очень близкую смысловую нагрузку. Ключевыми аспектами являются, во-первых, направление профессиональной деятельности на функциональное восстановление (реабилитацию) больных и инвалидов, и, во-вторых, применение одинаковых средств и методов воздействия, среди которых основными являются физические упражнения.

## В чем заключается процесс физической реабилитации?
Физическая реабилитация — это комплекс услуг, которые предоставляются исключительно специалистом по физической реабилитации
или под его руководством и контролем. Она включает в себя обследование / изучение, оценку,
диагностирования, прогнозирования, планирования ухода / вмешательства и повторное обследование.
Оценка включает:
- Обследования отдельных пациентов / клиентов или групп клиентов с фактическими или потенциальными нарушениями, двигательными расстройствами, функциональными недостатками путём сбора анамнеза, диагностирование с использованием специальных анализов и измерений
- Оценка результатов обследования отдельных пациентов / групп и / или окружающей среды на основе анализа и синтеза в процессе клинического обоснования с целью определения посредников / исполнителей и препятствий на пути к достижению оптимального функционирования организма человека.

Диагностика и прогнозирование является результатом обследования и оценки. Они представляют
результаты клинического обоснования с учётом дополнительной информации от других специалистов,
в случае необходимости; могут быть выражены в качестве определённой дисфункции двигательного аппарата или
охватывать комплекс пороков, ограничение функций организма, потерю работоспособности, расстройства в
результате негативных воздействий окружающей среды, ограниченные возможности.
Прогнозирования (включает план ухода / вмешательства) начинается с определения потребностей в
уходе / вмешательстве и, как правило, ведёт к разработке плана ухода / вмешательства, в том числе
определение конкретной реальной цели в сотрудничестве с пациентом / клиентом, членами семьи или
опекуном. В противном случае может возникнуть необходимость направить пациента / клиента в другую
учреждения или медицинского специалиста, в случаях, которые не относятся к компетенции физического реабилитолога.
Вмешательство / лечение осуществляется и моделируется для достижения предварительно
согласованных целей и может включать в себя физические упражнения; физические,
электротерапевтические и механические средства; двигательные упражнения, обеспечение вспомогательными
средствами, обучение и консультирование пациентов; ведение документации, координацию и
общения. Вмешательство / лечение может быть направлено на предотвращение нарушений,
ограничением активности, потере трудоспособности, инвалидности и травматизма, в том числе на
укрепления и поддержания здоровья, качества жизни, трудоспособности и хорошего самочувствия в
любых возрастных или социальных группах.

## Изучение проблемы

### Соединенные Штаты
Основным практикующим специалистом по физиотерапии является физический терапевт (PT), который обучен и имеет лицензию на обследование, оценку, диагностику и лечение нарушений, функциональных ограничений и инвалидности у пациентов или клиентов. Учебные программы по физиотерапии в Соединенных Штатах завершаются получением степени доктора физиотерапии (DPT), при этом некоторые практикующие физиотерапевты имеют степень магистра физиотерапии, а некоторые — степень бакалавра. Степени магистра физиотерапии и магистра наук в области физиотерапии больше не предлагаются, а начальным уровнем является степень доктора физиотерапии, которая обычно занимает 3 года после получения степени бакалавра. PT, которые имеют степень магистра или бакалавра в PT, поощряются к получению DPT, потому что цель APTA состоит в том, чтобы все PT были на уровне доктора. WCPT рекомендует, чтобы образовательные программы начального уровня для физиотерапевтов основывались на исследованиях университетского или университетского уровня, продолжительностью не менее четырех лет, независимо утвержденных и аккредитованных. Учебные программы в Соединенных Штатах аккредитованы Комиссией по аккредитации в области физиотерапевтического образования (CAPTE). По данным CAPTE, по состоянию на 2017 год 31 380 студентов в настоящее время обучаются в 227 аккредитованных программах PT в США, а 12 945 студентов PTA в настоящее время обучаются в 331 программе PTA в США. Обновленные статистические данные CAPTE показывают, что за 2015–2016 гг. 30 419 студентов обучались по 233 аккредитованным программам PT в США.
Профессиональный учебный план физиотерапевта включает в себя содержание клинических наук (например, содержание о сердечно-сосудистой, легочной, эндокринной, метаболической, желудочно-кишечной, мочеполовой, покровной, опорно-двигательной и нервно-мышечной системах, а также о медицинских и хирургических состояниях, часто встречающихся у физиотерапевтов). Текущая подготовка специально направлена на то, чтобы позволить физиотерапевтам должным образом распознавать и направлять диагнозы, не связанные с опорно-двигательным аппаратом, которые могут проявляться аналогично тем, которые вызваны системами, не подходящими для физиотерапевтического вмешательства, что привело к прямому доступу к физиотерапевтам во многих штатах.
Распространенность постдокторской ординатуры и стипендиального образования неуклонно растет: в 2016 году было аккредитовано 219 ординатур и 42 программы стипендий. Резидентуры предназначены для подготовки физиотерапевтов по таким специальностям, как неотложная помощь, сердечно-сосудистые и легочные заболевания, клиническая электрофизиология, факультет, гериатрия, неврология. , ортопедия, педиатрия, спорт, женское здоровье и уход за ранами, тогда как стипендии готовят специалистов по узкой специальности (например, реанимация, ручная терапия и спорт дивизиона 1), аналогично медицинской модели. Программы резидентуры дают право на получение сертификата специалиста в соответствующей области практики. Например, завершение резидентуры по ортопедической физиотерапии позволяет ее выпускникам подать заявку и сдать клинический экзамен специалиста по ортопедии, получив после сдачи экзамена статус OCS. Сертификация советом специалистов по физиотерапии направлена на признание лиц с передовыми клиническими знаниями и навыками в соответствующей области практики и иллюстрирует тенденцию к повышению уровня образования для оптимального лечения людей с двигательной дисфункцией.

### Шотландия
Степени по физиотерапии предлагаются в трех университетах: Университете Роберта Гордона в Абердине, Каледонском университете Глазго в Глазго и Университете королевы Маргарет в Эдинбурге. Студенты могут получить квалификацию физиотерапевтов, получив четырехлетнюю степень бакалавра наук или двухлетнюю степень магистра (если у них уже есть степень бакалавра в смежной области). Чтобы использовать титул «Физиотерапевт», студент должен зарегистрироваться в Совете по здравоохранению и уходу, регулирующем органе Великобритании, после получения квалификации. Многие физиотерапевты также являются членами Сертифицированного общества физиотерапевтов (CSP), которое обеспечивает страхование и профессиональную поддержку.